# 鲍勃·斯凯尔顿
鲍勃·斯凯尔顿（英語：Bob Skelton，1903年6月25日—1977年6月25日），美国男子游泳运动员，主攻蛙泳。他曾代表美国参加1924年夏季奥林匹克运动会游泳比赛，获得男子200米蛙泳金牌。